# Pagonyi János
Pagonyi János (Budapest, 1919. szeptember 8. – Budapest, 1995. október 24.) Jászai Mari-díjas magyar színész.

## Életpályája
1938-tól az Erzsébetvárosi Színház kórusában kezdte pályáját. Színészként 1939-ben tett vizsgát a színészkamara előtt. 1940-től vidéki társulatokban lépett fel (Szombathely, Győr, Sopron) majd, a háborús években az Óbudai Kisfaludy Színház tagja volt, erre az időszakról így emlékezett: 

„Ott tanultam meg tisztelni a közönséget…Még az sem keserített el bennünket, fiatalokat, hogy mindössze 48 fillért kaptunk egy estére, amikor 24 fillér volt egy villamosjegy. Egy életre megjegyeztem: a mi hivatásunkban a legfontosabb a közönség szeretete és a színház, a művészet iránti alázat.”

1947-től a debreceni Csokonai Színház szerződtette, majd 1950-től Pécsi Nemzeti Színházban és a Miskolci Nemzeti Színházban játszott. 1953-ban egy évadot a Magyar Néphadsereg Színháza társulatában töltött. 1954-től 1988-ig a Fővárosi Operettszínház tagja volt, de játszott a Petőfi Színházban és a Bartók Gyermekszínházban is. Nyugdíjba vonulása után is az Operettszínházban szerepelt. Drámai karakterfigurákat alakított pályája kezdetén, később operettek, musicalek epizódszerepeit játszotta. 1953-ban Jászai Mari-díjat kapott.

## Fontosabb színházi szerepei
- William Shakespeare: Othello... Jago
- William Shakespeare: Hamlet... Rosencrantz, udvarfi
- William Shakespeare: Lóvátett lovagok... Boyet, a királylány kíséretében
- Pierre-Augustin Caron de Beaumarchais: A sevillai borbély, avagy a hiábavaló elővigyázat... Figaro, borbély
- Molière: Képzelt beteg... Csavaró, közjegyző
- Lope de Vega: A kertész kutyája... Fabio
- Carlo Gozzi: A három narancs szerelme... Pantalone, miniszterelnök
- Bertolt Brecht – Kurt Weill: Koldusopera... Horgasujjú Jakab
- Oscar Wilde: Bunbury... Chasuble, tiszteletes
- Csiky Gergely: A nagymama... Tódorka
- Jókai Mór: Gazdag szegények.... Paraj János, rendőr
- Móricz Zsigmond: Úri muri... Kondás
- Mikszáth Kálmán – Semsey Jenő – Sárközy István: A szelistyei asszonyok... Mujkó, Mátyás király udvari bolondja
- Gárdonyi Géza: Egri csillagok... Varsányi János
- Molnár Ferenc: Az üvegcipő... Őrmester
- Molnár Ferenc: Liliom... Ficsur
- Illyés Gyula: Ozorai példa... Görgey Artur őrnagy
- Mándy Iván: Mélyvíz... Első huncut aggastyán
- Karinthy Ferenc – Aszlányi Károly: A hét pofon... Drive, főfelügyelő
- Moldova György: Légy szíves Jeromos... Boldizsár, főpincér
- Jacques Offenbach: Szép Heléna... I. Ajax
- Hervé: Nebáncsvirág... Loriot őrmester; Őrnagy
- Hervé: Lili... Chasuble, tiszteletes
- Franz von Suppé: Boccaccio... Herceg
- Paul Burkhard: Tűzijáték... Henrik bácsi
- Vernon Beste: Egy amerikai Londonban... Jim
- Samuel Spewack – Bella Spewack – Cole Porter: Csókolj meg, Katám!... Második gengszter
- Nyikolaj Alfredovics Adujev: Dohányon vett kapitány... Keke, kukta
- Iszaak Oszipovics Dunajevszkij: Szabad szél... Súgó
- Johann Strauss: Bécsi diákok... Pista
- Kacsóh Pongrác: János vitéz... A falu csősze
- Kálmán Imre: A Montmartre-i ibolya... Henry Murger költő; Henri Leri, író; Spaghetti
- Kálmán Imre: Marica grófnő... Kudelka; Strohbach herceg
- Kálmán Imre: Csárdáskirálynő... Herceg; Mérő
- Kálmán Imre: Cirkuszhercegnő... S. Wladimir nagyherceg
- Lehár Ferenc: Luxemburg grófja... Lord Lanchester; Bíró
- Lehár Ferenc: Cigányszerelem... Kutula Vince, cigányvajda
- Huszka Jenő: Mária főhadnagy... Kászonyi ezredes
- Ábrahám Pál: Bál a Savoyban... Archibald, komornyik
- Szirmai Albert – Bakonyi Károly – Gábor Andor: Mágnás Miska... Korláth gróf
- Innocent-Vincze Ernő: Tavaszi keringő... Gátai
- Hubay Miklós – Ránki György – Vas István: Egy szerelem három éjszakája... Gáspár
- Joseph Stein – Sólem Aléchem – Jerry Bock: Hegedűs a háztetőn... Rabbi
- Leonard Bernstein: West Side Story... Doc
- Alexandre Breffort – Marguerite Monnot: Irma, te édes... Robi, a Dühöngő Klub tagja
- Hegedüs Géza: Mátyás király Debrecenben... Költő
- Háy Gyula: Az élet hídja... Márki Jenő, mérnök
- Méray Tibor – Békeffi István – Kellér Dezső: Palotaszálló... Menyus bácsi
- Urbán Ernő: Tűzkeresztség... Boda Pál
- Urbán Gyula – Máté Péter: Kaméleon... Somogyi, színházigazgató
- Böhm György – Horváth Péter – Korcsmáros György – Dés László – Nemes István: Valahol Európában... Leventeoktató
- Sós György: Pettyes... Radócza, főkönyvelő
- Tóth Miklós: Köztünk maradjon... Károly
- Baróti Géza – Garai Tamás – Tamássy Zdenko: Hotel Amerika... Portás
- Földes Mihály: Mélyszántás... Kovács őrmester
- Tabi László: A pirossapkás lány... Radócza, főkönyvelő
- Tabi László: Párizsi vendég... Hugolini gróf
- Darvas Szilárd – Királyhegyi Pál: Lopni sem szabad... Jean, pincér
- Csizmarek Mátyás: Narancshéj... Sandri
- Csizmarek Mátyás: A borjú... Szenda Mihály
- Kolozsvári Grandpierre Emil: A csillagszemű... Máté szolga
- Jékely Zoltán: Mátyás király juhásza... Furtagyi, ezermester
- Lovászy Márton – Róna Tibor: Robin Hood... Tuck barát, Robin Hood íjásza
- Jevgenyij Lvovics Svarc: Hókirálynő... Holló úr
- Charles Dickens: Copperfield Dávid... Omer
- Leonyid Brauszevics – Irina Karnauhova: Mese a tűzpiros virágról... Anton

## Filmes és televíziós szerepei
| - Felfelé a lejtőn (1958) - Fűre lépni szabad (1960) – Kárász Péter, Kárászék másik fia, Lali bátyja - Megöltek egy leányt (1961) – Bányász III. - Angyalok földje (1962) - Mindennap élünk (1963) – Fényező - Tücsök (1963) - Másfél millió (1964) – Rendőrtiszt - A varázsló (1969) – Felügyelő I. - A halhatatlan légiós, akit csak péhovárdnak hívtak (1971) – Százados - Plusz-mínusz egy nap (1973) – Rab II. - A dunai hajós (1974) - Pókháló (1974) | - Vízivárosi nyár (1964, tévésorozat) – Fegyőr I. (3. részben) - Irány Mexikó! (1968) - Élő Klára (1970) - Pajkos diákok (1970) - Bors II-III. (1970-1972, tévésorozat) - A zsokékirály (1970) - Magdolnabál (1970) - Ujjé a ligetben (1971) - Zenés TV Színház: A szüzek városa (1973) – Utcaseprő - A bolondok grófja (1974) – Gerő, kulcsár - Aranyborjú 1-3. (1974) - Mire megvénülünk (1979, tévésorozat) (6. részben) - Éljen az egyenlőség (1980) – Huszár |

### Szinkronszerepei
| Év   | Cím                                       | Szereplő       | Színész         | Szinkron év |
| ---- | ----------------------------------------- | -------------- | --------------- | ----------- |
| 1954 | Papa, mama, ő meg én (1. magyar szinkron) | N/A            | N/A             | 1955        |
| 1962 | Ketten a túlvilágról                      | Iskolaigazgató | Rudolf Deyl     | 1963        |
| 1976 | Mario és a varázsló                       | Rendőr         | Teodor Piovarči | 1979        |